# Джанет Лий
Джанет Лий (на английски: Janet Leigh) е американска актриса, носителка на награда „Златен глобус“ и номинирана за „Оскар“. Известна е с ролята си във филма на Алфред Хичкок – „Психо“. От 1960 г. има звезда на Холивудската алея на славата.

## Биография
Родена е на 6 юли 1927 г. в Мърсед, Калифорния.
От 4 юни 1951 до юни 1962 г. е омъжена за актьора Тони Къртис. Дъщеря им Джейми Лий Къртис също е актриса.
Джанет Лий умира на 77-годишна възраст на 3 октомври 2004 г. от васкулит.

## Избрана филмография
| Година | Филм                        | Оригинално заглавие           | Роля         | Режисьор      |
| ------ | --------------------------- | ----------------------------- | ------------ | ------------- |
| 1953   | Голата шпора                | The Naked Spur                | Лина Пач     | Антъни Ман    |
| 1960   | Психо                       | Psycho                        | Мериън Крейн | Алфред Хичкок |
| 1960   | Коя беше тази дама          | Who Was That Lady?            | Ан Уилсън    | Джордж Сидни  |
| 1998   | Хелоуин: 20 години по-късно | Halloween H20: 20 Years Later | Норма Уотсън | Стив Майнър   |